# كارلوس كاماتشو
كارلوس كاماتشو هو طبيب أسنان وسياسي أمريكي، ولد في 16 نوفمبر 1924 في هاغاتنيا في الولايات المتحدة، وتوفي في 6 ديسمبر 1979 في Tamuning, Guam ‏ في الولايات المتحدة بسبب نوبة قلبية. نشط حزبياً في الحزب الجمهوري. وقد انتخب حاكم غوام ‏ (4 يناير 1971 – 6 يناير 1975) وانتخب حاكم غوام ‏ (20 يوليو 1969 – 4 يناير 1971) وانتخب عضو الهيئة التشريعية في غوام ‏.